# Verebes József
Verebes József (Budapest, 1941. március 23. – Budapest, 2016. március 13.) magyar labdarúgó, edző, mesteredző. Az 1980-as évek elején a győri aranycsapat vezetőedzője volt. Edzőként bajnok volt az MTK-VM-mel, később a magyar labdarúgó-válogatott szövetségi kapitánya lett.

## Pályafutása

### Játékosként
Ferencváros egyik legszegényebb részén nőtt fel, ahol a többi hasonló társával a labdarúgás volt az egyetlen szórakozásuk. Együtt játszott Farkas Jánossal és Sipos Ferenccel, akik később híres válogatott labdarúgók lettek. 1952-ben Verebes is a Bp. Kinizsi (FTC) igazolt labdarúgója lett. 1961-ben három mérkőzésen az élvonalban is szerepelt.
1962-ben elhagyta a Ferencvárost és egy idényt az Oroszlányi Bányászban játszott. A következő évtől ismét a fővárosba igazolt. 1964-ig a BVSC labdarúgója volt, 1965-ös és 1966-os idényben a Ganz-Mávag, 1967 és 1970 között a Budafoki MTE csapatában szerepelt. Az aktív labdarúgást a Középítők csapatában fejezte be 1971-ben.

### Edzőként
Visszavonulása után először a budapesti 43. sz. Állami Építőipari Vállalat sportszervezője lett. 1978-ban a Testnevelési Főiskolán edzői oklevelet szerzett (labdarúgó szakedző). 1977 és 1978 között az MLSZ játékvezető edzője volt. 1978-1979-ben a másodosztály Kecskeméti SC vezetőedzőjeként dolgozott. Egy rövid sülysápi edzői munka után a Videoton vezetőedzője lett.
1981-ben a Rába ETO szerződtette és az itt töltött öt esztendő pályafutásának legsikeresebb időszaka. Első két idényben bajnokok, majd kétszer másodikok, végül harmadikok lettek a bajnokságban. 1982-ben 19 év után lett újra vidéki győztes a labdarúgó bajnokságban és először neki sikerült azt egyszer megvédeni is. Ebben az esztendőben az év edzője lett, Győrben pedig Pro Urbe-díjjal jutalmazták tevékenykedését.

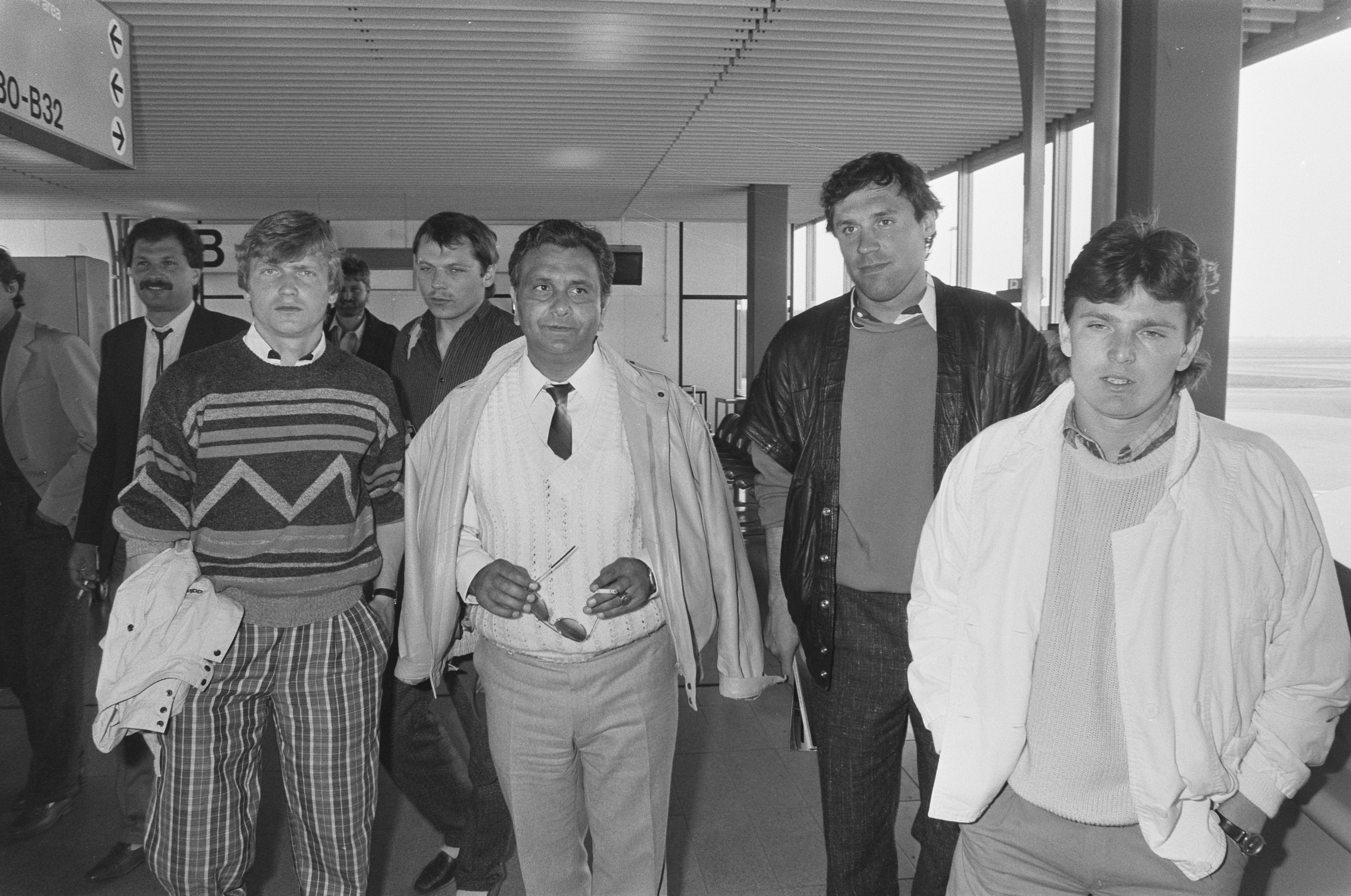
A magyar válogatott 1987. április 27-én, Verebes József szövetségi kapitány vezetésével megérkezik a hollandiai Amszterdam-Schiphol repülőtérre, az Európa-bajnokság selejtezőjére ...

1986-ban átcsábították az akkoriban általában a kiesés ellen küzdő MTK-VM-hez. Itt is sikerült véghez vinnie a győri bravúrt és első idényében, 29 év után újra bajnoki címet szerzett a kék-fehér csapattal. E két páratlan sikerből ered edzői beceneve: Mágus. 1987-től mesteredzői címet kapott. Eközben 1987 januárjától augusztusig a magyar válogatott szövetségi kapitánya is volt. 4 mérkőzésen: 2 győzelem, 1 döntetlen és 1 vereség a mérlege. Az 1988-1989-es idényben a kék-fehérekkel bronzérmesek lettek a bajnokságban. A következő idényben úgy lettek ezüstérmesek, hogy már az utolsó előtti fordulóban is megszerezhették volna a bajnoki címet, amit végül az utolsó fordulóban az Újpesti Dózsa szerzett meg jobb gólkülönbséggel (1 góllal volt jobb!).
1992-ben Kispestre szerződött, ahol 8 mérkőzésen (6 bajnokin) irányította a csapatot és idő előtt távozni kényszerült, majd a csapat Martti Kuusela vezetésével bajnok lett. 1993 szeptembere és 1994 júniusa között is szövetségi kapitány volt tíz mérkőzésen át. Egyetlenegy győzelem mellett, két döntetlen és 7 vereség volt a mérlege. Ugyanez időben ismét Győrben dolgozott az ETO-nál, szerényebb eredményekkel, mint korábban: ötödik lett a csapat a bajnokságban. 1996 tavaszán néhány mérkőzés erejéig a Vasas edzője volt. 1998-1999-ben ismét a Videoton vezetőedzője lett.
2001-ben UEFA 'A' diplomás edzői oklevelet szerzett, majd Magyarországon az elsők között teszi le a 'Pro'-fokozatot is. 2005-ben a megyei másodosztályban szereplő Diósd szakmai igazgatója lett. 2005-2006-ban televíziós szakkommentátor. 2007-ben Újbuda-Lágymányosi TC-nél szakmai vezetőként tevékenykedett, majd a klub Váccal történő egyesülése után a Vác-Újbuda LTC vezetőedzője lett.
2007. augusztus 20-án a Magyar Köztársasági Érdemrend lovagkeresztje (polgári tagozat) kitüntetésben részesült.
2009 áprilisában a Nagytétény-Erőmű SE BLSZ I. osztályú csapatához került szakmai tanácsadóként, majd vezetőedzőként.

## Halála
2015. decemberében súlyos tüdőbajt diagnosztizáltak nála, aminek következtében kórosan lefogyott, gyakran alvászavar, légszomj kínozta. 2016. március 13-án, otthonában hunyt el.

## Emlékezete
- 2017. október 27-én a kőbányai Új köztemetőben síremléket avattak a tiszteletére.[5]
- 2021 márciusában utcát neveztek el róla Győrben.[6]

## Sikerei, díjai

### Edzőként
- az év labdarúgó edzője: 1982
- Pro Urbe-díj (Győr): 1982
- Mesteredző: 1987
- A Magyar Köztársasági Érdemrend lovagkeresztje (polgári tagozat): 2007

Rába ETO
- bajnok: 1981-1982, 1982-1983
- 2.: 1983-1984, 1984-1985
- 3.: 1985-1986

MTK-VM
- bajnok: 1986-1987
- 2.: 1989-1990
- 3.: 1988-1989

Kispest-Honvéd
- bajnok: 1992-1993 (8 mérkőzés)

## Statisztika

### Mérkőzései szövetségi kapitányként
Első időszak
| Magyarország | Magyarország      | Magyarország                  | Magyarország | Magyarország | Magyarország  | Magyarország | Magyarország | Magyarország |
| #            | Dátum             | Helyszín                      | Hazai        | Eredmény     | Vendég        | Kiírás       | Gólok        | Esemény      |
| ------------ | ----------------- | ----------------------------- | ------------ | ------------ | ------------- | ------------ | ------------ | ------------ |
| 1.           | 1987. február 8.  | Limassol, Círio Stadion       | Ciprus       | 0 – 1        | Magyarország  | Eb-selejtező | -            |              |
| 2.           | 1987. április 29. | Rotterdam, Feijenoord Stadion | Hollandia    | 2 – 0        | Magyarország  | Eb-selejtező | -            |              |
| 3.           | 1987. május 17.   | Budapest, Népstadion          | Magyarország | 5 – 3        | Lengyelország | Eb-selejtező | -            |              |
| 4.           | 1987. július 28.  | Lipcse, Zentralstadion        | NDK          | 0 – 0        | Magyarország  | barátságos   | -            |              |
|              | Összesen          |                               |              | -            | mérkőzés      |              | -            | gól          |

Második időszak
| Magyarország | Magyarország        | Magyarország                     | Magyarország  | Magyarország | Magyarország | Magyarország | Magyarország | Magyarország |
| #            | Dátum               | Helyszín                         | Hazai         | Eredmény     | Vendég       | Kiírás       | Gólok        | Esemény      |
| ------------ | ------------------- | -------------------------------- | ------------- | ------------ | ------------ | ------------ | ------------ | ------------ |
| 5.           | 1993. szeptember 8. | Budapest, Üllői úti Stadion      | Magyarország  | 1 – 3        | Oroszország  | vb-selejtező | -            |              |
| 6.           | 1993. október 27.   | Budapest, Üllői úti Stadion      | Magyarország  | 1 – 0        | Luxemburg    | vb-selejtező | -            |              |
| 7.           | 1994. március 9.    | Budapest, Népstadion             | Magyarország  | 1 – 2        | Svájc        | barátságos   | -            |              |
| 8.           | 1994. március 23.   | Linz                             | Ausztria      | 1 – 1        | Magyarország | barátságos   | -            |              |
| 9.           | 1994. április 6.    | Szombathely, Rohonci úti stadion | Magyarország  | 0 – 1        | Szlovénia    | barátságos   | -            |              |
| 10.          | 1994. április 20.   | Koppenhága                       | Dánia         | 3 – 1        | Magyarország | barátságos   | -            |              |
| 11.          | 1994. május 4.      | Krakkó                           | Lengyelország | 3 – 2        | Magyarország | barátságos   | -            |              |
| 12.          | 1994. május 18.     | Győr, Rába ETO Stadion           | Magyarország  | 2 – 2        | Horvátország | barátságos   | -            |              |
| 13.          | 1994. június 1.     | Eindhoven, Philips Stadion       | Hollandia     | 7 – 1        | Magyarország | barátságos   | -            |              |
| 14.          | 1994. június 8.     | Brüsszel, Heysel Stadion         | Belgium       | 3 – 1        | Magyarország | barátságos   | -            |              |
|              | Összesen            |                                  |               | -            | mérkőzés     |              | -            | gól          |